# Juillet 1886

## Événements
- 5 juillet : James William Black invente la Crème soda.

- 10 juillet : charte royale accordée à la Royal Niger Company, fondée par le britannique George Taubman Goldie.

- Le 14 juillet, Le général Georges Boulanger est acclamé lors du défilé.

- 25 - 26 juillet : troubles sociaux au quartier du Jordaan à Amsterdam (Palingoproer), réprimés en août.

- 27 juillet : fin du ministère libéral William Gladstone, et début du ministère conservateur du marquis de Salisbury, Premier ministre du Royaume-Uni (fin en 1892).

## Naissances
- 11 juillet : Germain Cuzacq, militaire français († 3 septembre 1916).
- 16 juillet : Pierre Benoit, romancier et poète français, membre de l'Académie française († 3 mars 1962).

- 28 juillet : Gustavo Testa, cardinal italien, délégué apostolique en Égypte, en Palestine (en), en Arabie, en Érythrée, en Éthiopie (en), en Transjordanie et de Chypre (en) puis nonce apostolique en Suisse († 28 février 1969).
- 31 juillet : Constant Permeke, peintre et sculpteur belge († 4 janvier 1952).